# بورك العليا (زيلايي)
بورك العليا (بالفارسية: بورک علیا) هي قرية تقع في إيران في قسم زیلایی الريفي. يقدر عدد سكانها بـ 295 نسمة بحسب إحصاء 2016.